# Квятковський Григорій Іванович
Григо́рій Іва́нович Квятко́вський, пол. Grzégorz Kwiatkówski (1858, Бровари — 10 грудня 1932, Київ) — український лікар-практик, науковець у галузі медицини, громадський діяч, колекціонер творів мистецтва.

## Життя і робота
Як родина Квятковських опинилася в Україні — невідомо. Батьки жили в Броварах, в історичному центрі міста — на Розвилці. Родина мала землю в центрі Броварів, великий сад і кілька будинків.
Григорій Квятковський народився 1858 року в Броварах.
У 1882 році закінчив Медичний факультет Київського імператорського університету Святого Володимира. Медичну кар'єру розпочав на посаді земського лікаря в Остерському повіті, потім служив у медичному департаменті.
1896 року в Санкт-Петербурзі одержав ступінь доктора медицини за дисертацію «Загоєння ран черепних костей».
Під час холерної пандемії на Волині та на Кавказі розробив протиепідемічні заходи для цих регіонів.
У 1898 році київська міська лікарня цесаревича Олександра оголосила конкурс на вакансію прозектора та завідувача бактеріологічною лабораторією. Бажання стати на цю посаду виявив лише Григорій Квятковський. 5 травня 1899 року затверджений. У 1922 році почалося відродження цього медичного закладу й лабораторії. Григорій Квятковський знову став єдиним охочим взяти участь у конкурсі. Він став керівником лабораторії, цю посаду обіймав до смерті. У довіднику за 1923 рік значиться як доктор медицини — патологоанатом.
Був членом масонської ложі.
Став автором понад 120 наукових праць.
Помер 10 грудня 1932 року в Києві. Проводжали його 12 грудня в лікарні, де працював. Місце поховання невідоме.

## Громадська діяльність
До Жовтневого перевороту та в часи Української Народної Республіки Григорій Квятковський був активним членом «Старої громади», Київського товариства «Просвіта». У складі цих організацій співпрацював з Лесею Українкою, Оленою Пчілкою, Миколою Лисенком, Володимиром Винниченком, Сергієм Єфремовим, Борисом Грінченком, Євгеном Чикаленком і іншими. Підтримував зв'язок із Марією Заньковецькою.
У броварському помісті Квятковських протягом двох років (1899 — 1900) жив, перебуваючи в засланні після Лук'янівської в'язниці Іван Стешенко, а також — його дружина Оксана Стешенко. Перед цим вони жили на дачі Марії Заньковецької в Жердові.
Улітку 1921 року Квятковський надіслав лист до Української академії наук з пропозицією від імені «Старої громади» подарувати Академії портрет Тараса Шевченка пензля Іллі Репіна. УАН прийняла подарунок та вирішила вивісити його в залі засідань УАН. У рішенні Академії Квятковський названий директором.

## Колекціонер
Григорій Квятковський жив у гущі громадського й мистецького життя України, був знайомий з багатьма митцями, мистецтвознавцями, музейними працівниками, десятиліттями збирав колекцію творів мистецтва, став одним із найвідоміших українських колекціонерів. Його приватна колекція налічувала близько 700 творів українського та зарубіжного образотворчого мистецтва.
Під час Другої світової війни нацисти вивезли в Німеччину понад 70 творів із колекції Григорія Квятковського. Решта робіт із колекції, серед яких немало мистецьких шедеврів, зараз перебувають у Національному художньому музеї України та Національному музеї мистецтв імені Богдана та Варвари Ханенків. Зокрема, це твори Олександра Мурашка, Михайла Врубеля, Вільгельма Котарбінського, Віктора Васнецова, Володимира Маковського, Івана Айвазовського, Володимира Орловського, Архипа Куїнджі та інших  художників.

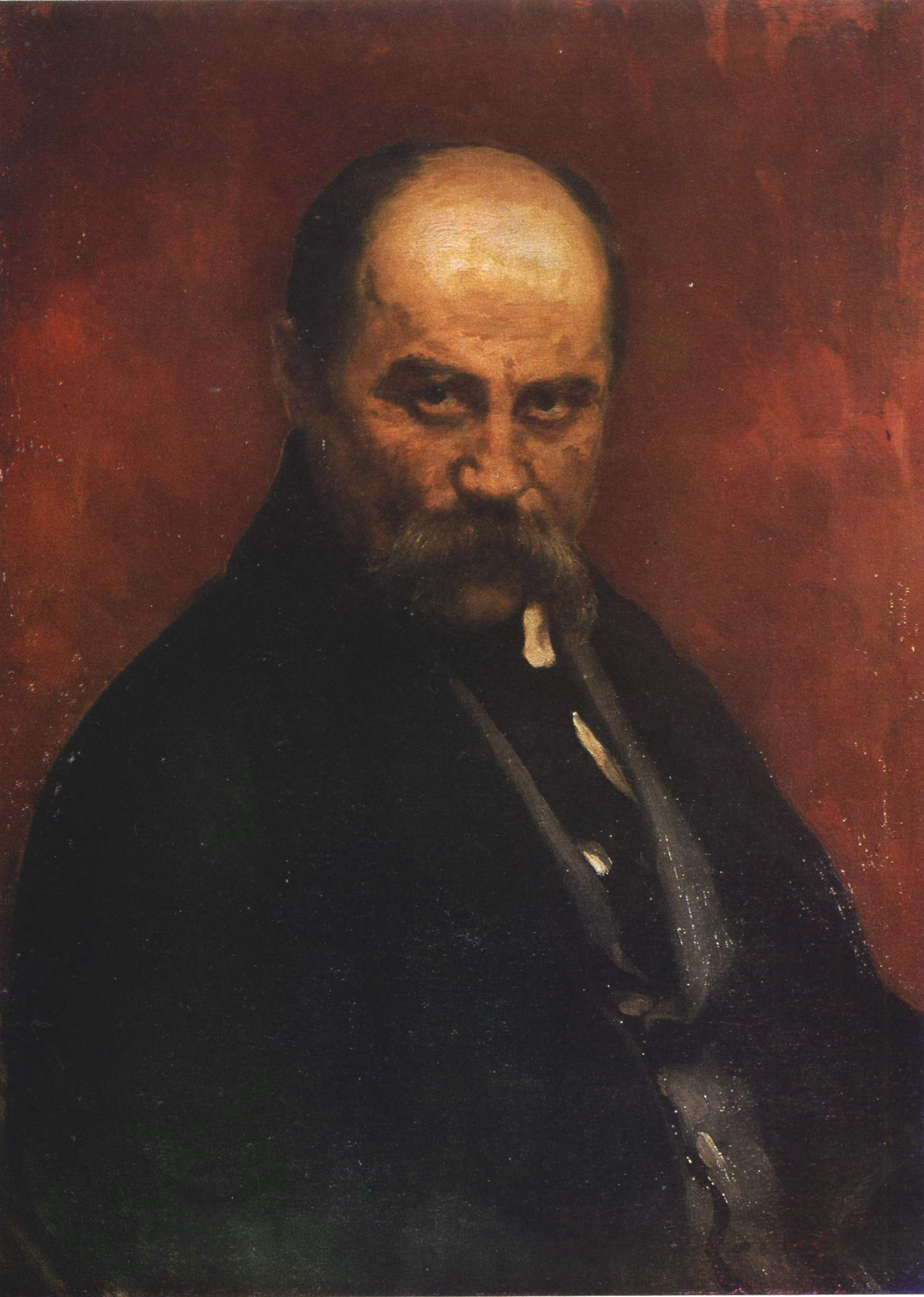
Ілля Рєпін. Портрет Тараса Шевченка. Полотно, олія. 1888 рік

У колекції Григорія Квятковського зберігався знаменитий портрет Тараса Шевченка пензля Іллі Рєпіна. А також, за деякими даними, й один із автопортретів Тараса Шевченка.
Після смерті Григорія Квятковського  мистецтвознавець Федір Ернст подбав про передачу колекції до Всеукраїнського історичного музею ім. Тараса Шевченка, де працював завідувачем художнього відділу. Він здійснив науковий опис.

## Помістя Квятковських
Батьки Григорія Квятковського жили в Броварах, у нинішньому історичному центрі міста на Розвилці. Вони мали тут 13 десятин землі. До їхнього помістя, за інформацією старожилів, уходило 8 будинків, розміщених на нинішній вулиці Ярослава Мудрого — від території теперішнього поліційного відділку (буд. № 24) до Броварської районної бібліотеки (буд. №№ 36 — 36-А).

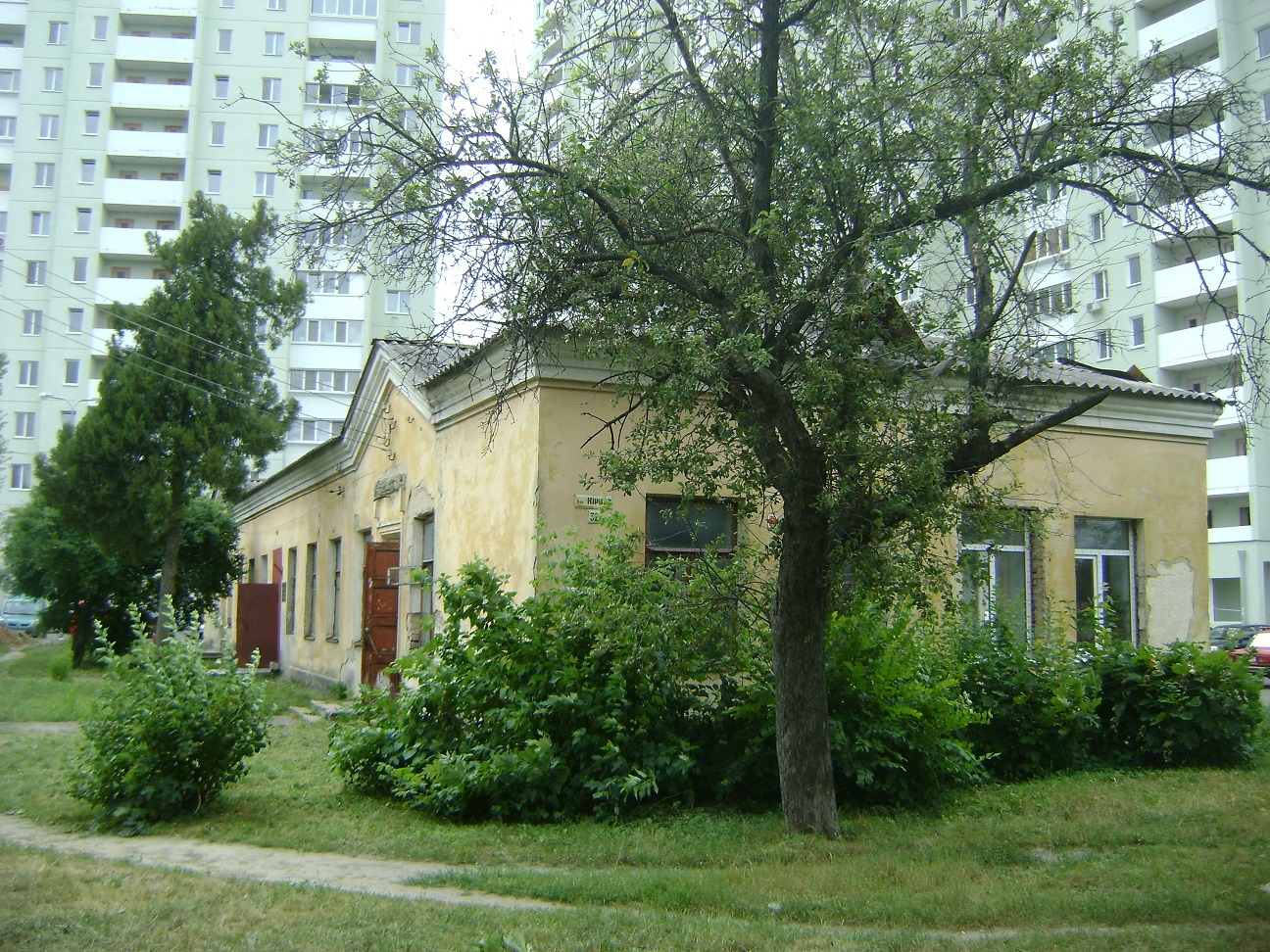
Останній збережений будинок із помістя Квятковських у Броварах

Станом на 2020 рік уцілів лише один будинок — № 32. Його називають колишньою панською економією. За інформацією краєзнавців, він є найстарішим збереженим будинком у Броварах. У 2010-х роках у ньому розміщувався Броварський міський відділ статистики. У 2020 році будівлю виставили на продаж. Після продажу є юридична можливість знести будівлю і збудувати на цій землі багатоповерхівку.
За свідченнями старожилів Броварів, колишнє районне відділення міліції кілька десятиліть функціонувало в будинку родини Квятковських. На його місці звели нове приміщення цього відомства, має адресу вул. Ярослава Мудрого, 24. 
В іншому будинку Квятковських донедавна розміщувалася дитяча музична школа. Перед тим у цій споруді був Будинок піонерів. Ще раніше — кінотеатр. А найперше з пам'яті старожилів — використання під конюшню. Приблизно в 2015 році будинок зруйнували, на його місці збудували багатоповерхівку, що має адресу вул. Ярослава Мудрого, 28.
У дворі Броварської районної бібліотеки, що на вул. Ярослава Мудрого, 36, до 1970-х років стояв іще один будинок Квятковських. В одній його частині жили люди (там дожили віку і дві сестри Григорія Квятковського), а в іншій — функціонували фтизіатричне відділення місцевої лікарні та стоматологічна поліклініка. Після смерті сестер Григорія Квятковського і до 1970 року в одній з половин будинку жила родина Сошків. В іншій мешкали Пчоліни. Згодом будинок розібрали, добротне дерево з нього продали на приватну забудову, жителям надали квартири.

## Родина
- Батько — Іван М. Квятковський (1835 — 1911) — землевласник і купець.
- Мати — Л. А. Квятковська — з 1869 року була членкинею Товариства Червоного Хреста.
- Сестра.
- Сестра.

## Вшанування
29 квітня 1999 року на честь діяча назвали вулицю в місцевості Переїзд у Броварах.